# Jump in!

Jump In! (traduit en français par Vas-y !) est un téléfilm de la collection des Disney Channel Original Movie qui a été  diffusé le 12 janvier 2007 aux États-Unis et la même année pour la France sur Disney Channel France.

## Synopsis
Un jeune boxer, Izzy Daniels (Corbin Bleu), suit les traces de son père pour gagner le Golden Glove. Quand son amie, Mary (Keke Palmer), lui demande de rejoindre l'équipe dans un Double Dutch tournois, le jeune homme se découvre une passion pour le saut.

## Distribution
- Corbin Bleu (VF : Jimmy Redler) : Izzy Daniels
- Keke Palmer (VF : Dorothée Pousséo) : Mary Thomas
- David Reivers (VF : Jean-Paul Pitolin) : Kenneth Daniels
- Patrick Johnson Jr. (VF : Christophe Lemoine) : Rodney Tyler
- Laivan Greene (VF : Karine Foviau) : Keisha Ray
- Shanica Knowles (VF : Caroline Lallau) : Shauna Keaton
- Kylee Russell (VF : Lutèce Ragueneau) : Karin Daniels (sœur)
- Jajube Mandiela (VF : Alexia Papineschi) : Yolanda Brooks
- Micah Williams (VF : Donald Reignoux) : L'il Earl Jackson
- Mazin Elsadig (VF : Paolo Domingo) : Chuck Coley
- Sandy Kellerman : Hostess
- Molly Weiner : Mother
- Gene Mack : Felix
- Kristen Bell : Kelly

### Doublage
- Société de doublage : Dubbing Brothers France
- Direction artistique : Valérie Siclay
- Adaptation des dialogues : Bérénice Froger

Source: carton de doublage sur Disney+

## Commentaires
Le téléfilm s'est d'abord appelé Jump, puis Jump In, ensuite Jump In! enfin Jump Start! et maintenant de nouveau Jump In!.
Le téléfilm a été tourné entre juin et juillet 2006 à Toronto au Canada.
Le film a comme acteur Corbin Bleu de High School Musical et Keke Palmer de Akeelah and the Bee.